# 3703 Volkonskaya
3703 Volkonskaya este un asteroid din centura principală, descoperit pe 9 august 1978 de Liudmila Cernîh și Nikolai Cernîh.